# Tremoço-amarelo

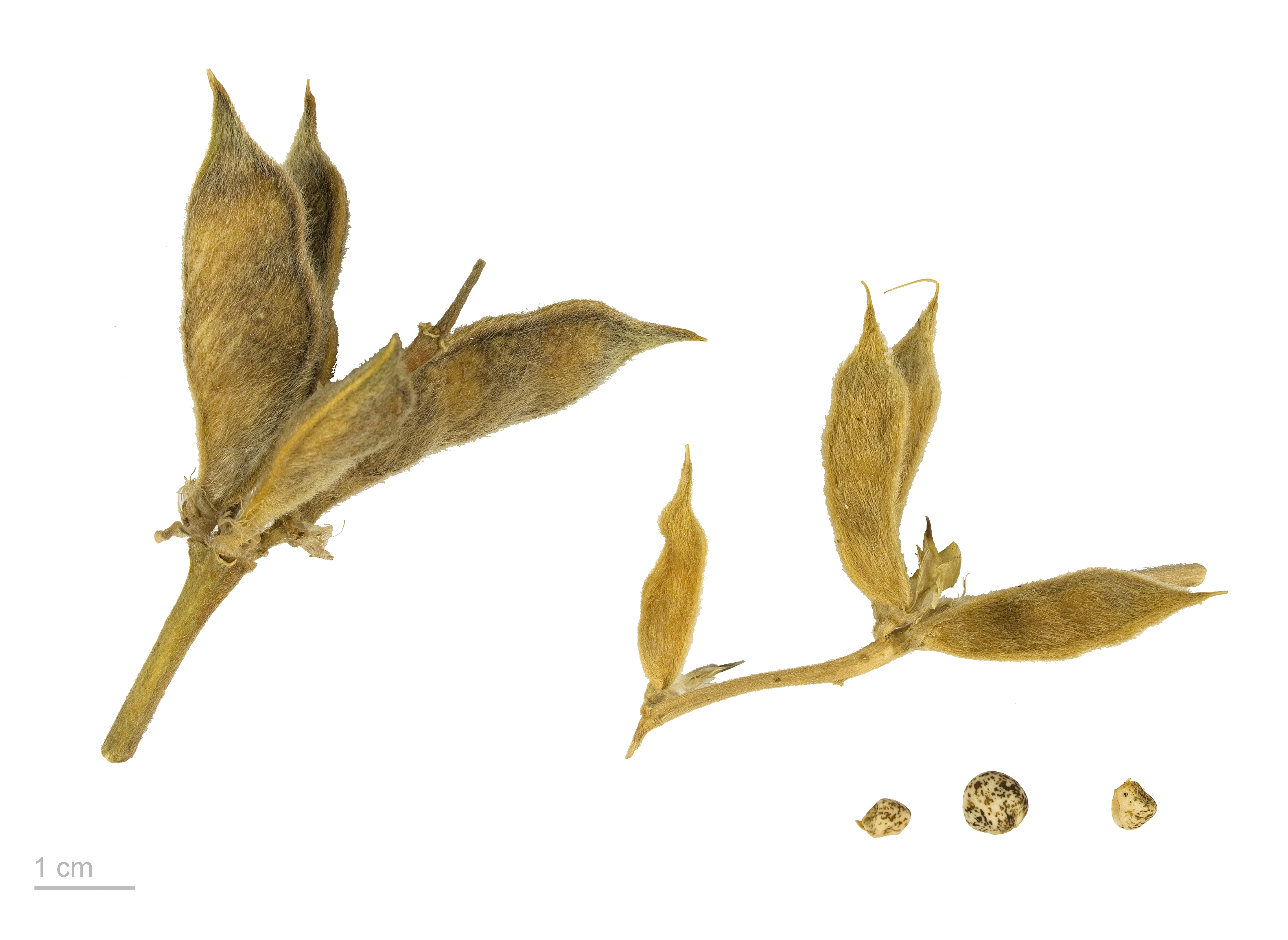
Lupinus luteus - MHNT

O tremoço-amarelo (Lupinus luteus) é uma espécie de tremoço nativa do Mediterrâneo. Tais plantas chegam a atingir cerca de 60 cm, contando com folíolos lanceolados, flores amarelas e vagens oblongas; também são conhecidas pelos nomes de lupino-amarelo, tremoço-de-cheiro e tremoço-de-flor-amarela.